# Steve Purcell
Steve Ross Purcell (ur. 1961) – amerykański rysownik, animator oraz projektant gier. Rozpoznawany głównie jako twórca serii niezależnych komiksów Sam & Max, która przedstawia losy dwóch antropomorficznych zwierzaków będących prywatnymi detektywami walczącymi z przestępczością. Za tę serię Purcell otrzymał nagrodę Nagrodę Eisnera w 2007 roku. Od tego czasu do serii dołączyło kilka gier wideo oraz animowany serial telewizyjny. Studiując na Uniwersytecie Kalifornijskim Sztuk Pięknych (ang. California College of the Arts), Purcell rozpoczął karierę rysując historyjki obrazkowe dla uniwersyteckiego newslettera. Przed publikacją pierwszego komiksu Sam & Max w 1987 roku, Purcell pracował na zlecenie Marvel Comics oraz Fishwrap Productions. W roku 1988 został zatrudniony jako animator przez LucasArts, gdzie w okresie świetności gier przygodowych pracował nad kilkoma produktami tego typu.
W 1997 roku Purcell współpracował z kanadyjskim przedsiębiorstwem Nelvana w celu stworzenia serialu telewizyjnego Sam & Max, a po opuszczeniu LucasArts, pracował przez krótki okres jako animator dla wytwórni filmowej Industrial Light & Magic (ILM). Obecnie Purcell jest zatrudniony w dziale scenopisarstwa w wytwórni Pixar. Główny wkład Purcella stanowią prace nad filmem Auta (2006) oraz pokrewnymi mu produktami, jak filmy krótkometrażowe i gry komputerowe. Mimo stałego zatrudnienia w Pixarze, Purcell kontynuował prace nad swoimi komiksami i w roku 2005 zawiązał współpracę z firmą Telltale Games w celu wydania nowej serii gier komputerowych Sam & Max.

## Kariera

### Początki
W 1980 roku, w czasie studiów na Uniwersytecie Kalifornijskim Sztuk Pięknych, Purcell zadebiutował w branży komiksowej rysując do uniwersyteckiego newsettlera historyjki obrazkowe przedstawiające losy Sama i Maxa, psa i królika o antropomorficznych cechach będących prywatnymi detektywami walczącymi z przestępczością. Purcell narysował pierwszą z historyjek noc przed ostatecznym terminem oddania pracy. Po ukończeniu studiów w 1982 roku Purcell pracował na zlecenie jako ilustrator dla Marvel Comics, wytwórni gier planszowych Chaosium, oraz współtworzył komiks Fish Police autorstwa Stevena Moncuse’a. W 1987 roku Moncuse zaproponował Purcellowi wydanie serii komiksów wraz z dobrze sprzedającą się serią Fish Police. Purcell przyjął tę propozycję i narysował swój pierwszy pełnometrażowy komiks, bohaterami jakiego byli Sam i Max. Trzydziestodwustronicowy komiks został opublikowany przez Fishwrap Productions w 1987 roku i zawierał dwie opowiastki: „Małpy bezczeszczące Niebiańską Świątynię” (ang. „Monkeys Violating the Heavenly Temple”), której tytuł został zainspirowany nazwą fajerwerków; oraz „Noc złoconego czaplo-rekina” (ang. „Night of the Gilded Heron-Shark”). W 1987 roku Purcell opublikował kolejną opowiastkę zatytułowaną „Noc uniżonej Wściekłobestii” w antologii komiksowej Critters. Trzy ww. opowiastki wraz z postaciami w nich występującymi stały się bazą dla późniejszej twórczości Purcella.

### Współpraca z LucasArts
W 1988 roku Purcell został zatrudniony przez firmę LucasArts, znaną wtedy jako Lucasfilm Games, w charakterze animatora, jednakże ze względu na odwołanie projekty nad jakim pracował, Purcell został zwolniony. Zatrudniono go ponownie jako wykonawcę szaty graficznej gry przygodowej Zak McKracken i obcy plątacze umysłów (ang. Zak McKracken and the Alien Mindbenders). W późniejszym czasie zlecono mu stworzenie okładek dla gier Maniac Mansion i pierwszych dwóch części Monkey Island; przeprowadzał także badania dotyczące batów do gry przygodowej Indiana Jones and the Last Crusade. Purcell pracował nad animacją kilku gier przygodowych, publikując w międzyczasie kolejne trzy komiksy z serii Sam & Max, oraz zajął się tworzeniem historyjek obrazkowych dla wychodzącego co kwartał newslattera firmy LucasArts – The Adventurer. Postaci Purcella stały się materiałem treningowym programistów LucasArts pracujących na SCUMM, głównym silniku gier przygodowych firmy; Purcell stworzył komputerowe wersje Sama i Maxa dla nowych programistów pracujących pod nadzorem Rona Gilberta. Postaci te pojawiały się od czasu do czasu w tle różnych gier przygodowych LucasArts. Purcell jest autorem sześciotomowej serii komiksu Obrońcy Miasta Dynatron (ang. Defenders of Dynatron City) z 1992 roku wykonanej dla Marvel Comics.
Pozytywna reakcja odbiorców na historyjki obrazkowe Sam & Max zawarte w The Adventurer oraz chęć zawarcia kolejnych franczyz po Maniac Mansion i Monkey Island sprawiły, że w 1992 roku firma LucasArts wyszła z inicjatywą stworzenia gry przygodowej z postaciami Purcella w roli głównej. Sam & Max Hit the Road została zaprojektowana przez niewielką ekipę z Purcellem, Seanem Clarkiem, Michaelem Stemmle oraz Collette Michaud na czele. Jako bazę gry Purcell postanowił wykorzystać jedną ze wcześniejszych opowiastek Sam & Max, a mianowicie „W drodze” (and. „On the Road”) z 1988 roku. W roku 1995 Purcell połączył wszystkie wydrukowane publikacje dotyczące jego bohaterów w 154-stronicowy zbiór, który zatytułował Sam & Max: Surfin’ the Highway. Po zaprojektowaniu okładki gry wideo Herc’s Adventures oraz concept artu gry przygodowej The Cruise of Monkey Island, Purcell zrezygnował z dalszej współpracy z LucasArts.

### Późniejsza kariera
W roku 1996 Purcell zawiązał współpracę z redaktorem scenariuszy Danem Smithem z Nelvany w celu stworzenia serialu animowanego Sam & Max. Wynikiem ich wspólnych działań stał się serial Sam i Max – Niezależni Policjanci, jaki nadawano na kanałach Fox Kids w Stanach Zjednoczonych, YTV w Kanadzie, oraz Channel 4 w Wielkiej Brytanii. Purcell był autorem 4 scenariuszy oraz wszystkich dowcipów pojawiających się w każdym z 24 odcinków serii. Mimo stonowanej przemocy oraz umiarkowanej wulgarności językowej obecnej we franczyzie Sam & Max ze względu na nieletnich odbiorców serialu, Purcell był zadowolony z faktu, iż jego postaci zachowały ich niejednoznaczność moralną. Pewne grupy rodziców w USA starały się o zdjęcie serialu z anteny ze względu na jego zawartość; Purcell wyraził swoje zadowolenie ze względu na fakt, że „zdołała ona wyprowadzić niektórych z równowagi”. W 1998 roku wraz z całą serią komiku dwie historyjki rysunkowe z serii Sam & Max pojawiły się w magazynie Totally Fox Kids Magazine; kolejne historyjki znalazły się w magazynie Wizard oraz komiksie Oni Double Feature. W trakcie powstawania serialu w roku 1997 Purcell pracował wraz z Mikiem Mingolą oraz Garym Giannim nad komiksem Hellboy Christmas Special. Po ukończeniu prac nad serialem animowanym Sam & Max, Purcell został zatrudniony przez Industrial Light & Magic do pracy nad efektami specjalnymi w filmie Frankenstein. Niestety, projekt został wycofany; Purcell uważa, że niektóre elementy jego pracy zostały wykorzystane przez ILM w filmie Van Helsing. Pracując w ILM, Purcell był zaangażowany w projekt, którego celem było stworzenie filmu animowanego na podstawie gry Monkey Island. Kilka lat później, ze względu na fakt, iż projekt nie został ostatecznie zrealizowany, Purcell zaczął publikować swoje concept arty na swoim prywatnym blogu.

### Współpraca z wytwórnią Pixar i Telltale Games
Po krótkim stażu w ILM, Purcell rozpoczął pracę w Pixarze. W roku 2002, mimo zatrudnienia w wytwórni, Purcell odgrywał rolę doradcy w LucasArts przy tworzeniu Sam i Max – Niezależni Policjanci – kontynuacji gry Sam & Max Hit the Road: dostarczył zespołowi pod przewodnictwem Michaela Stemmle concept artu oraz udzielał się przy tworzeniu fabuły gry. W 2004 roku, mimo dynamicznego rozwoju, projekt został niespodziewanie zawieszony przez LucasArts. Purcell nie był w stanie zrozumieć takiego zwrotu wydarzeń i wyznał, że jest „sfrustrowany i zawiedziony” decyzją firmy.
Pracując w dziale scenopisarstwa w Pixarze, Purcell był współtwórcą fabuły i ścieżki dźwiękowej do filmu Auta, oraz autorem postaci Krzyczącej Zjawy w filmie Złomek i błędny ognik. Zawiązał również współpracę z wydawcą gier THQ, dla której stworzył ścieżki dźwiękowe oraz scenariusze do trzech gier komputerowych opartych na filmach Pixara. Purcell zebrał też liczne pochwały za wkład w tworzenie filmu Ratatuj z 2007 roku. W krótkometrażowym projekcie George & A.J. z 2009 roku opartym na filmie Odlot udzielił głosu postaci Carla. Purcell jest przekonany, że Pixar nie zajmie się stworzeniem filmu opartego o serię Sax & Max ze względu na niejednoznaczność moralną bohaterów komiksu, która nie współgra z pixarowskim stylem.
W 2005 roku umowa franczyzy pomiędzy Purcellem a LucasArts upoważniająca firmę do tworzenia gier na podstawie Sam & Max wygasła, co pozwoliło Purcellowi na podpisanie umowy z Telltale Games – nową firmą, w skład którego wchodzili członkowie zespołu Stemmle’a. Rozpoczęto pracę nad serią gier epizodycznych Sam & Max: Sezon 1. Purcell pracował nad scenariuszem oraz projektowaniem gry, jak i stworzył jej okładkę; mimo tego określił swój wkład w projekt jako minimalny, za względu na wysoką efektywność pracy całego zespołu. W trakcie powstawania projektu, Purcell zaczął również tworzyć komiks internetowy na stronie Telltale Games. Łącznie ukazało się tam dwanaście komiksów, dzięki którym w 2007 roku Purcell otrzymał Nagrodę Eisnera za „Najlepszy komiks internetowy”. W tym samym roku Purcell pomagał również przy tworzeniu scenariusza oraz projektowaniu gry Sam & Max: Sezon 2. Przy współpracy z Telltale Games Purcell wydał w 2008 roku dwa zbiory szkiców Sam & Max oraz kompilację Sam & Max: Surfin’ the Highway w edycji uświetniającej dwudziestą rocznicę powstania pierwszej publikacji o losach bohaterów. W późniejszym czasie zaprojektował okładkę do gry przygodowej Tales of Monkey Island firmy Telltale Games. Purcell nadal pracuje w dziale scenopisarstwa Pixara.

## Życie osobiste
Purcell wychował się i nadal mieszka w Kalifornii. W wywiadzie udzielonym w 2000 roku powiedział, że rysuje od najmłodszych lat i do dziś posiada prace, które wykonał mając trzy lata. Mimo że wiedza zdobyta w szkole nie ma wielkiego wpływu na jego zdolności artystyczne, Purcell przyznał, że był raczej przeciętnym uczniem i stwierdził, iż powinien był bardziej się przykładać do zajęć. Po ukończeniu kursu robienia filmów w dwuletniej szkole policealnej, Purcell zapisał się na Uniwersytet Kalifornijski Sztuk Pięknych, gdzie zdobył tytuł B.A. W trakcie studiów zaprzyjaźnił się z Mikiem Mingolą oraz Artem Adamsem. Idolami Purcella są m.in. Bracia Marx, Peter Sellers oraz Monty Python, którzy inspirują go jako „kreatywne osoby, które na swoich rzekomo beztroskich fanaberiach potrafili zbudować karierę”. Podczas pracy nad Sam & Max Hit the Road, Purcell poślubił współprojektantkę gry, Collette Michaud; na czubku ich tortu weselnego znalazły się figurki Sama i Maxa przedstawionych jako para młoda. Małżeństwo ma dwóch synów.
Purcell stworzył swoich bohaterów jeszcze w dzieciństwie: pomysł na parę psa i królika będących detektywami pochodzi od jego młodszego brata Dave’a, na którego nieukończone komiksy można było wielokrotnie natrafić w ich domu rodzinnym. Purcell, przedrzeźniając brata, często dokańczał jego komiksy w karykaturalny sposób: postaci myliły swoje imiona i strzelały do siebie. Tym sposobem Purcell przeszedł od przedrzeźniania brata do tworzenia własnych komiksów. Pod koniec lat siedemdziesiątych, w dniu urodzin Steve’a, Dave przekazał bratu prawa autorskie do wymyślonych przez siebie postaci i wyraził zgodę na wprowadzanie dowolnych zmian do nich. Purcell ma nadzieję, że jego młodszy brat wybaczył mu wszystkie przewinienia z dzieciństwa. Ze względu na fakt, iż pupilem z lat dziecięcych Purcella był szczur, zwierzę to często przewija się w jego pracach.

## Projekty

### Prace graficzne
- - Amazing High Adventure (1984) – szata graficzna okładki
  - Different Worlds nr 33, nr 35, nr 36 i nr 37 (1984) – szata graficzna okładki
  - New Mutants nr 43 (1986) – szkice
  - Fish Police nr 6 (1987) – szkice
  - Fish Police nr 7 (1987) – szkice, tusz i litery
  - Fish Police nr 9 (1987) – szkice i tusz
  - Alpha Flight nr 47 (1987) – szkice
  - Sam & Max: Freelance Police wydanie specjalne (1987)
  - Critters nr 19: Night of the Cringing Wildebeest (1987)
  - RuneQuest (1987–88) – szata graficzna okładki
  - Gumby’s Winter Fun Special (1988) – tekst
  - GrimJack nr 52: Fair Wind to Java (1988)
  - Sam & Max: Freelance Police wydanie specjalne (1989)
  - Critters nr 50: The Damned Don’t Dance (1990)
  - Marvel Comics Presents nr 41: Wolverine (1990) – szkice i tusz
  - Sam & Max: Freelance Police: Bad Day on the Moon (1992)
  - Sam & Max: Freelance Police wydanie specjalne w kolorze (1992)
  - Fast Forward nr 3 (1992) – szkice, tusz i wypełnienie kolorem
  - Defenders of Dynatron City (1992)
  - The Collected Sam & Max: Surfin’ The Highway (1995)
  - Dark Horse Presents nr 107: Rusty Razorclam, President of Neptune(1996) – tekst
  - Hellboy Christmas Special (1997) – tekst, szkice, tusz i wypełnienie kolorem
  - Wizard: Sam & Max w „Belly of the Beast” (1997)
  - Oni Double Feature nr 10: „Skeptical Investigators” (1998)
  - Totally Fox Kids Magazine nr 10: Something’s Not Right Here (1998)
  - Totally Fox Kids Magazine nr 31: Action Figure Surgery (1998)
  - Batman Villains Secret Files and Origins nr 1: If A Man Be Clay! (2005)
  - Sam & Max: The Big Sleep (2005–2007)
  - The Age of S&M (2006)
  - The Effigy Mound (2007)
  - Sam & Max: Surfin’ The Highway wydanie urodzinowe(2008)

### Filmy
- - The Completely Mental Misadventures of Ed Grimley (1988) – zespół produkcyjny
  - Sam i Max – Niezależni Policjanci (1997–1998) – tekst i projekt
  - Auta (2006) – scenariusz uzupełniający i dodatkowe głosy
  - Złomek i błędny ognik (2006) – projekt bohaterów pobocznych
  - Ratatuj (2007) – zespół produkcyjny
  - George & A.J. (2009) – udzielenie głosu Carlowi Fredricksenowi
  - Merida waleczna (2012) – współreżyser i scenarzysta, głos wrony
  - Toy Story: Prehistoria (2014) – pisarz i reżyser, głos kleryka
  - Borrowed Time (2016) – głos
  - Coco (2017) – senior creative team
  - Iniemamocni 2 (2018) – senior creative team
  - Toy Story 4 (2019) – głos manekina Bensona

### Gry komputerowe
- - Zak McKracken and the Alien Mindbenders (1988) – szata graficzna
  - Their Finest Hour (1989) – testing
  - Pipe Dream (1989) – szata graficzna
  - Indiana Jones and the Last Crusade: The Graphic Adventure (1989) – animacja, szata graficzna i zbieranie informacji na temat biczów
  - Maniac Mansion (1990) – szata graficzna
  - Loom (1990) – animacja, grafika i szata graficzna
  - The Secret of Monkey Island (1990) – grafika i szata graficzna
  - Monkey Island 2: LeChuck’s Revenge (1991) – animacja, grafika i szata graficzna
  - Zombies Ate My Neighbors (1993) – szata graficzna
  - Sam & Max Hit the Road (1993) – projekt, grafika i szata graficzna
  - The Horde (1994) – szata graficzna
  - Mortimer and the Riddles of the Medallion (1996) – szata graficzna
  - Herc’s Adventures (1997) – szata graficzna